# Кантелина
Кантели́на — село в Україні, в Дашівській селищній громаді Гайсинського району Вінницької області. Розташоване на обох берегах річки Кан (притока Котового) за 20 км на схід від міста Іллінці. Населення становить 635 осіб (станом на 1 січня 2018 р.).

## Історія
Село засноване 1754 року. 
7 (20) листопада 1917 року, відповідно до Третього Універсалу Української Центральної Ради, увійшло до складу Української Народної Республіки.
З 1980 року перебувало в складі Іллінецького району.
12 червня 2020 року, відповідно розпорядження Кабінету Міністрів України № 707-р «Про визначення адміністративних центрів та затвердження територій територіальних громад Вінницької області», село увійшло до складу Дашівської міської громади.
19 липня 2020 року, в результаті адміністративно-територіальної реформи і ліквідації Іллінецького району, село увійшло до складу новоутвореного Гайсинського району.

## Населення

### Мова
Розподіл населення за рідною мовою за даними перепису 2001 року:
| Мова            | Кількість | Відсоток |
| --------------- | --------- | -------- |
| українська      | 709       | 98.75%   |
| російська       | 6         | 0.83%    |
| румунська       | 1         | 0.14%    |
| інші/не вказали | 2         | 0.28%    |
| Усього          | 718       | 100%     |

## Місцеві роди
- Савицькі
- Будкевич/Буткевич герба Тржаска.

## Ботанічний заказник
- Запопова — ботанічний заказник місцевого значення.

## Відомі особи

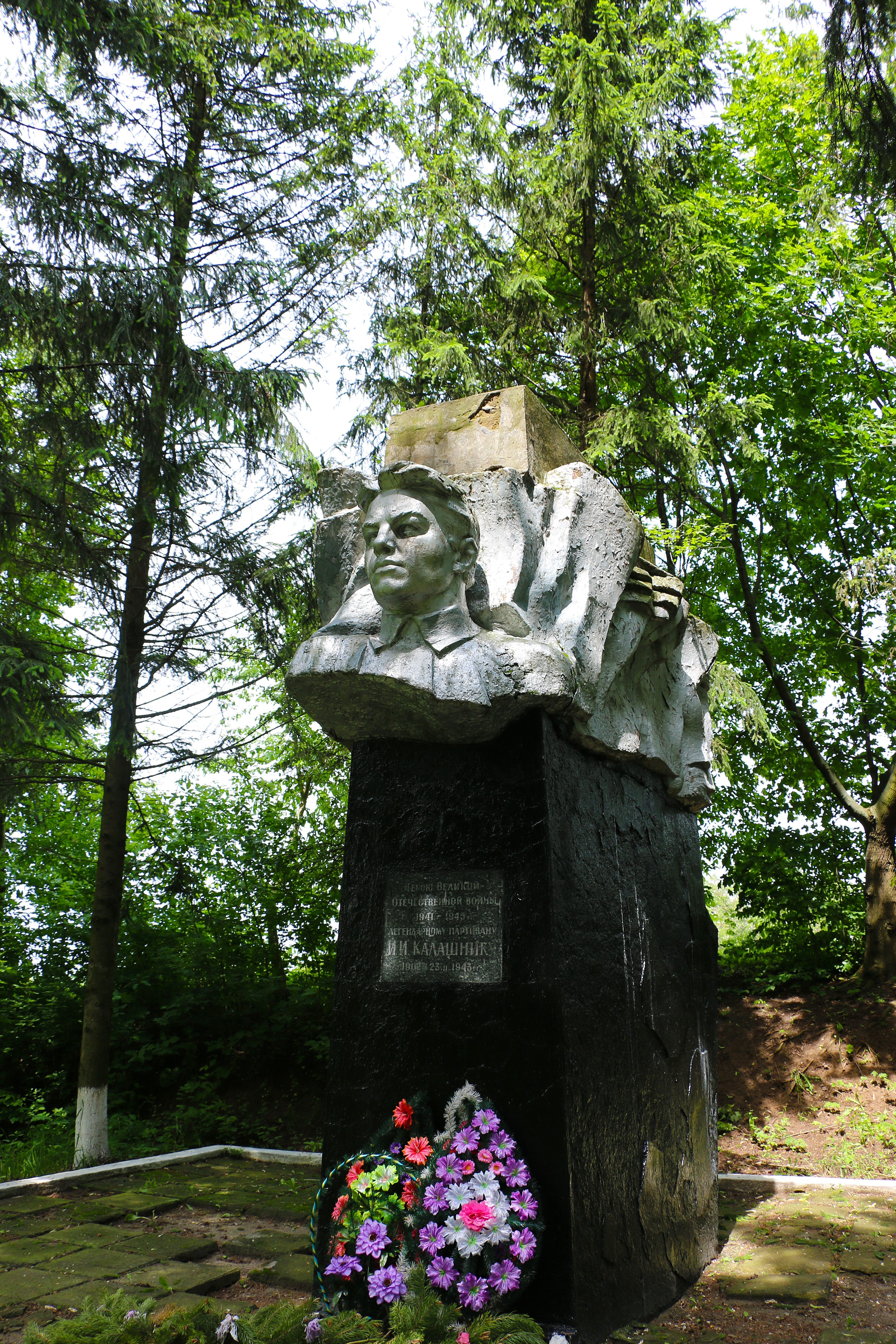
Пам'ятник І. Калашнику

- Біда Євгеній Миколайович (1992—2014) — український військовик, старший солдат, гранатометник 3-го батальйону 51-ї окремої механізованої бригади Сухопутних військ ЗС України;
- Буткевич Володимир Григорович (нар. 1946) — український учений-правник.

## Галерея

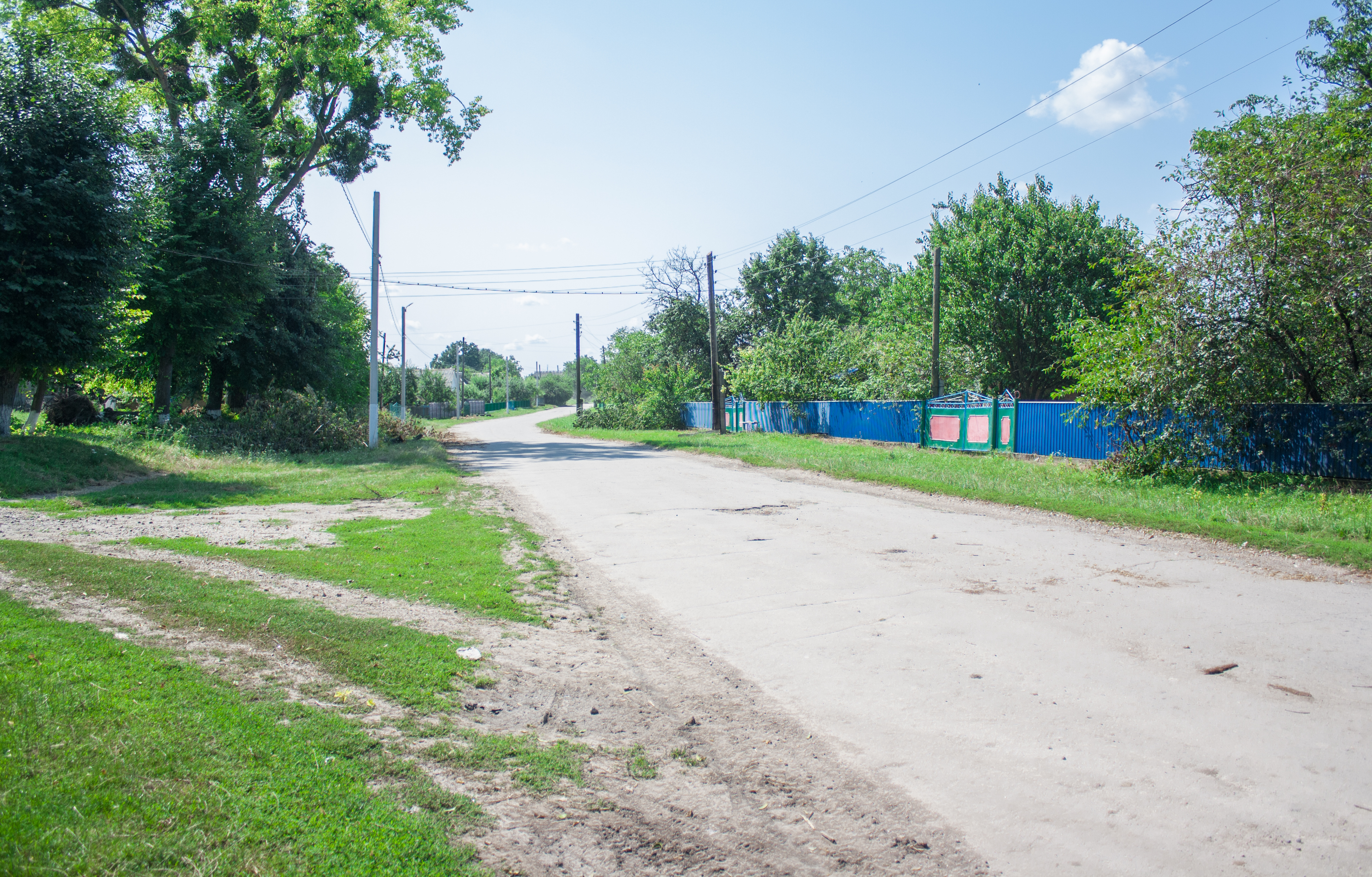
Вулиця Калашника
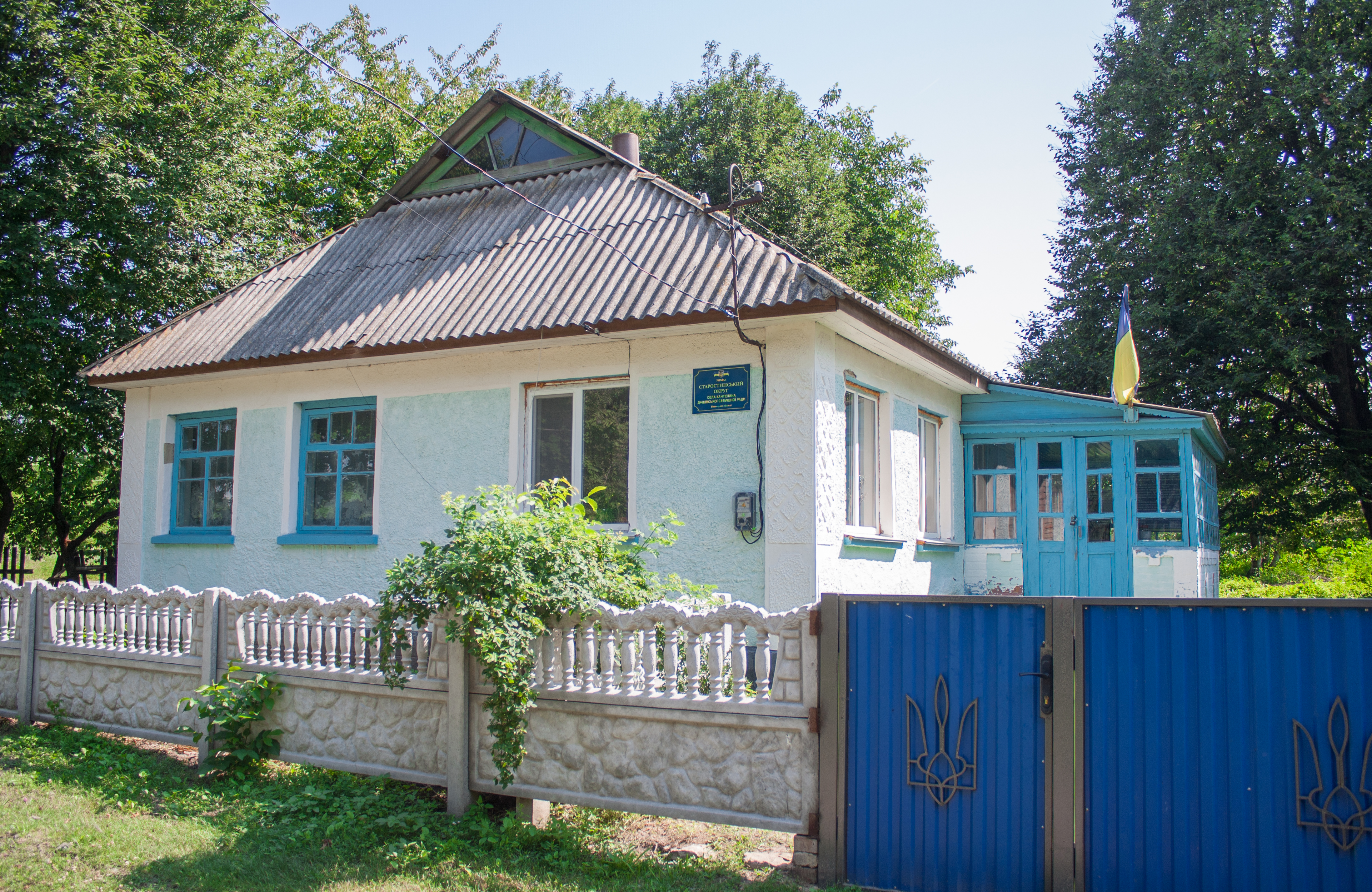
Старостинський округ
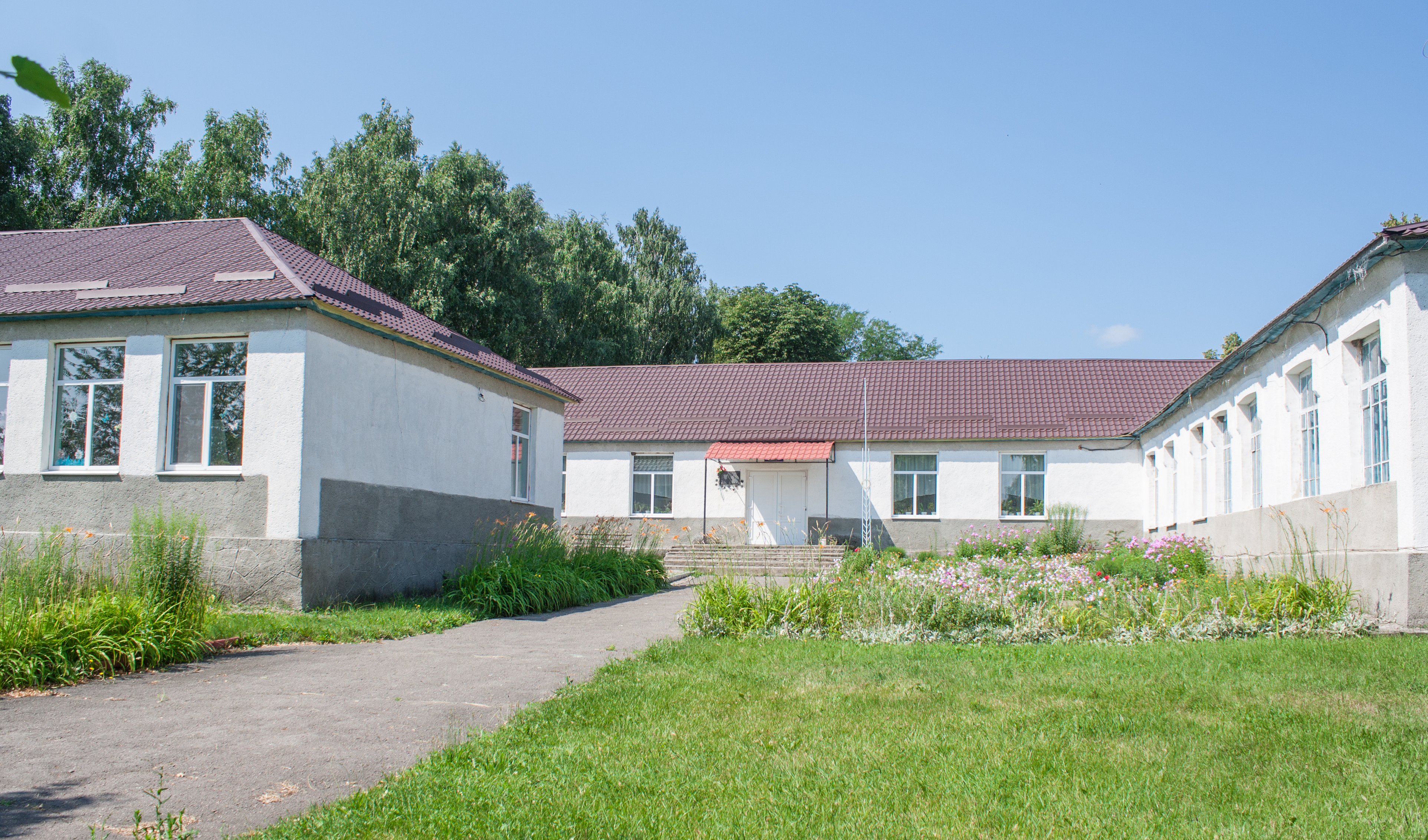
Школа
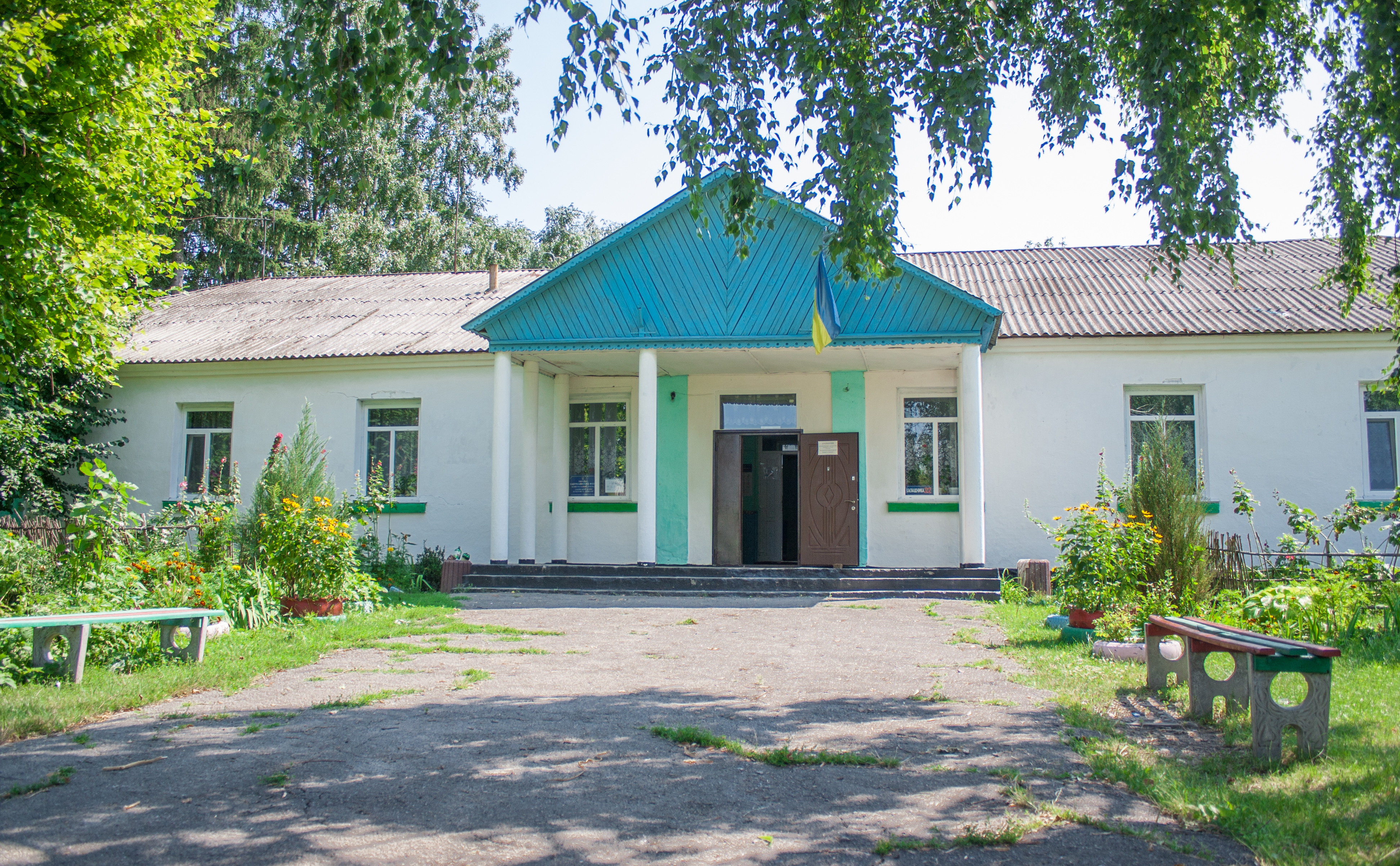
Будинок культури
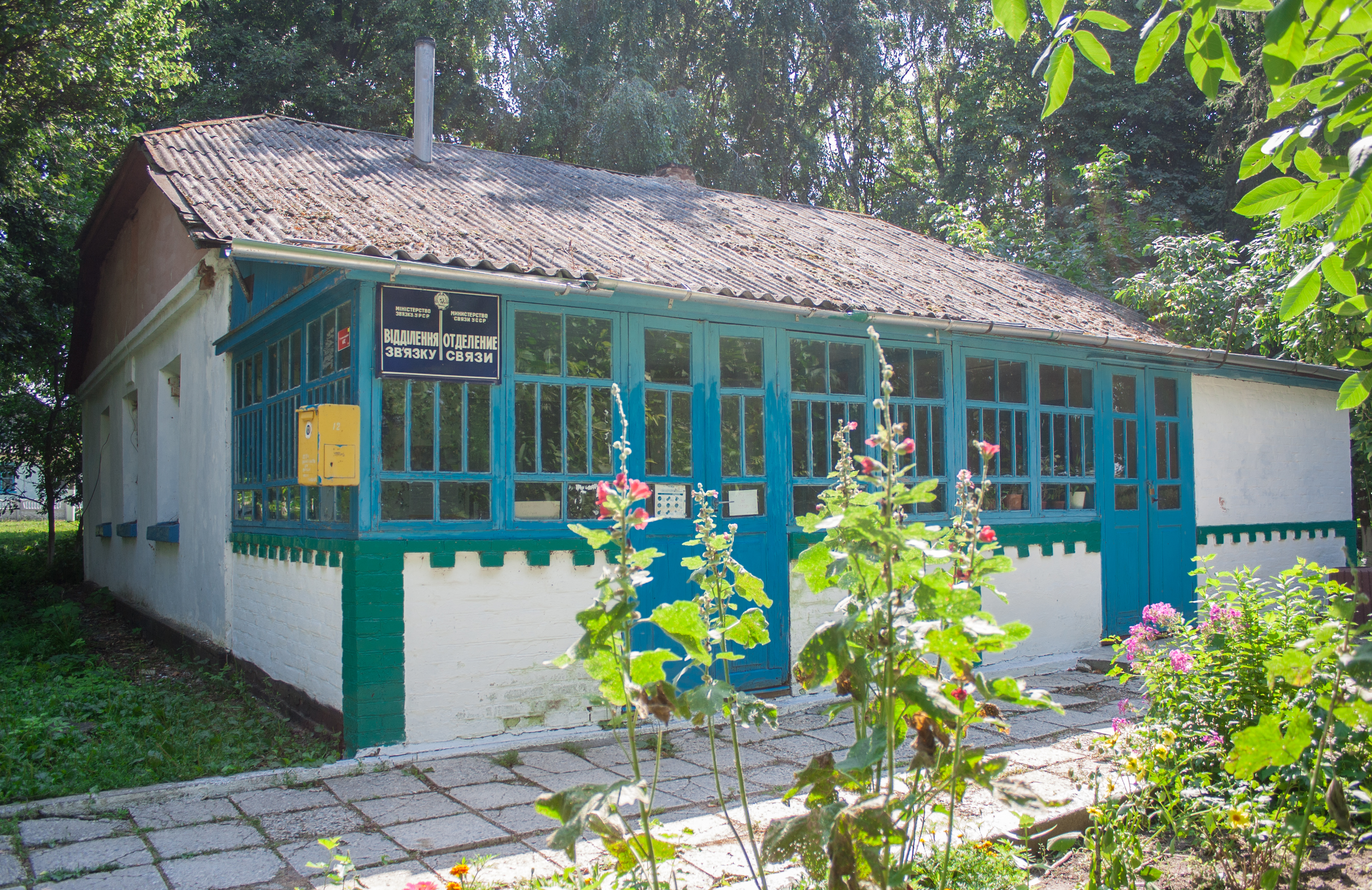
Пошта
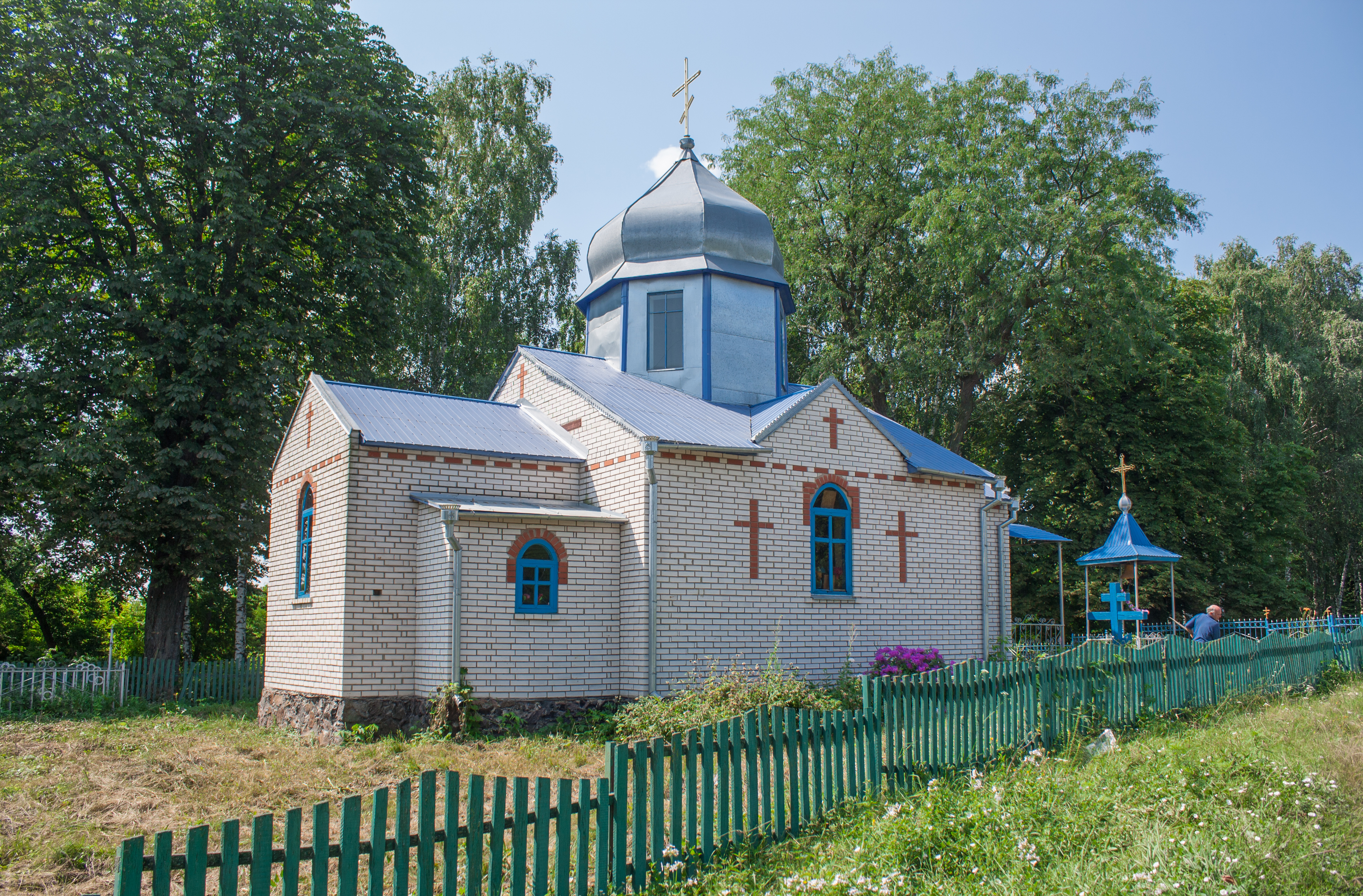
Церква
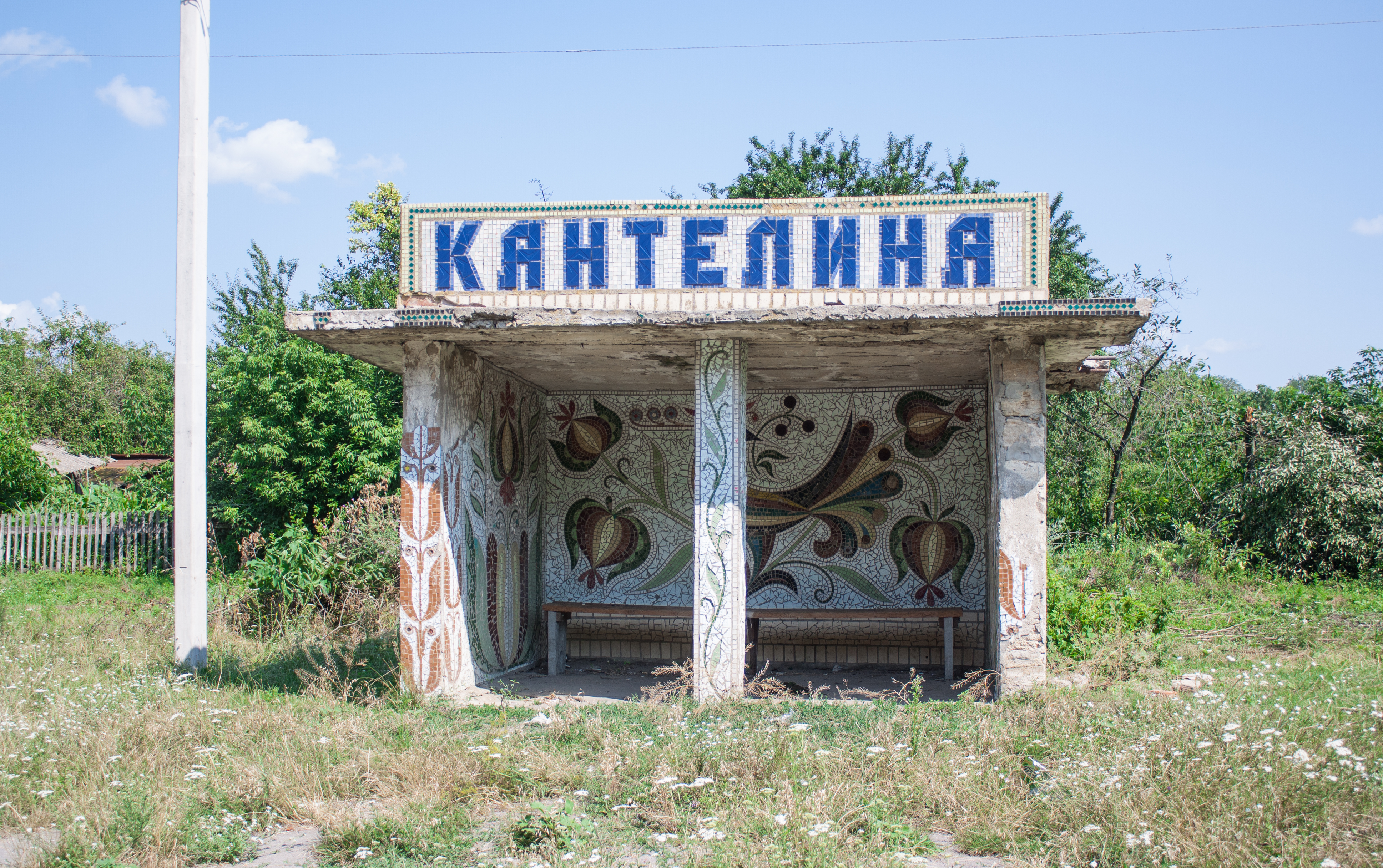
Автобусна зупинка
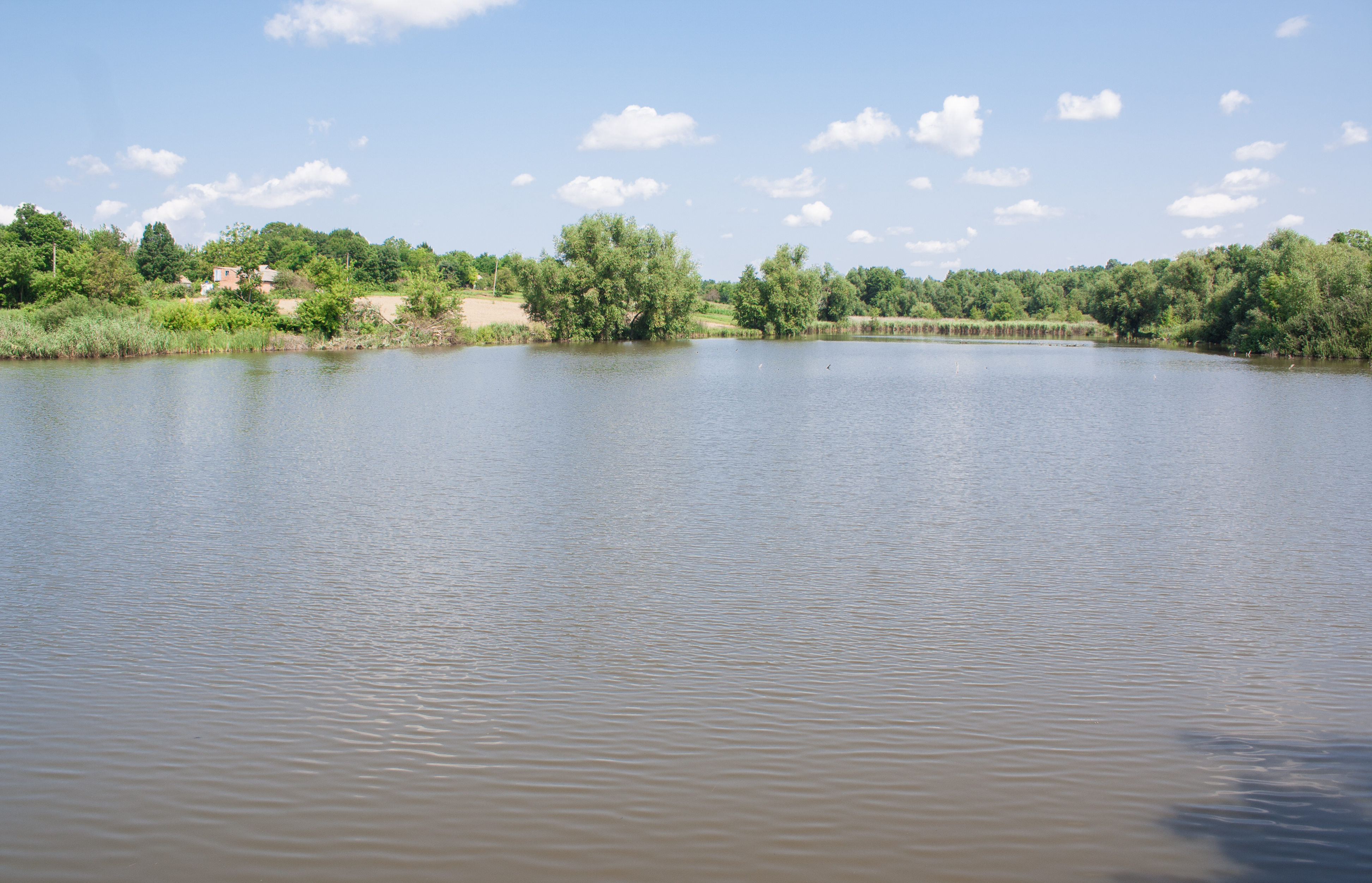
Ставок на річці Кан
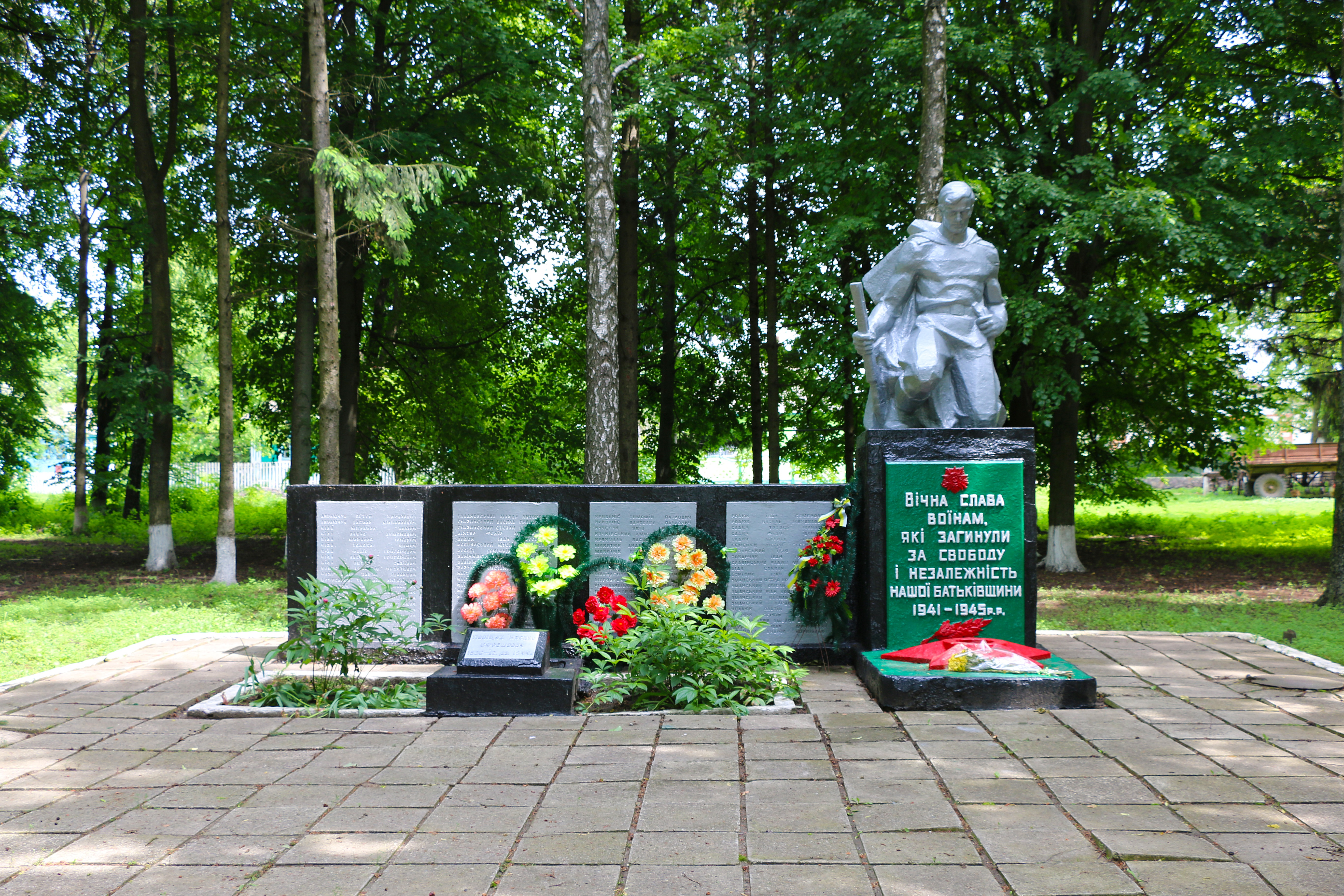
Пам'ятник воїнам-односельчанам